# Barbara Pravi
Barbara Pravi, pseudonimo di Barbara Piévic (Parigi, 10 aprile 1993), è una cantautrice francese.
Ha rappresentato la Francia all'Eurovision Song Contest 2021 con il brano Voilà, giungendo al secondo posto.

## Biografia
È nata a Parigi da genitori francesi con origini serbe e iraniane. Pravi è una parola serba derivata da prava che significa "autentico", in omaggio al nonno paterno. Ha iniziato la sua carriera collaborando alla composizione di brani con Jules Jaconelli per poi, nel 2015, firmare un contratto discografico con la Capitol Music France.
Nel 2015 ha interpretato il brano On m'appelle Heidi, inserito nella colonna sonora in lingua francese della pellicola cinematografica svizzero-tedesca Heidi e, successivamente, ha recitato nel musical Un été 44 nella parte di Solange Duhamel.
Nel 2017 Barbara Pravi ha pubblicato il suo singolo di debutto Pas grandir, che è stato incluso nel primo extended play eponimo pubblicato successivamente lo stesso anno. Sempre nel 2017 ha debuttato come attrice recitando nel telefilm francese La Sainte Famille andato in onda su France 2 fino al 2019.
Nel 2019 è stata co-autrice del brano Bim bam toi, con il quale Carla Lazzari ha rappresentato la Francia al Junior Eurovision Song Contest a Gliwice, classificandosi quinta.
Nel febbraio 2020 ha pubblicato il secondo EP Reviens de l'hiver. Inoltre, è stata co-autrice del brano J'imagine, con cui Valentina ha vinto il Junior Eurovision Song Contest 2020 a Varsavia.
Il 9 dicembre 2020 Barbara è stata confermata come partecipante a Eurovision France, c'est vous qui décidez 2021, il nuovo format per la ricerca del rappresentante francese all'Eurovision Song Contest con il brano Voilà. Nella selezione, svoltasi il 30 gennaio 2021, è stata proclamata vincitrice, concedendole il diritto di rappresentare il suo paese all'Eurovision Song Contest 2021 a Rotterdam. Nel maggio successivo, Barbara Pravi si è esibita nella finale eurovisiva, dove si è piazzata al 2º posto su 26 partecipanti con 499 punti totalizzati, regalando alla Francia il suo miglior piazzamento dall'edizione del 1991. Nel dicembre successivo si è esibita come ospite al Junior Eurovision Song Contest 2021 tenutosi a Parigi, dove ha riproposto Voilà.

## Vita privata
Barbara Pravi è molto attiva nella lotta per porre fine alla violenza contro le donne, essendo una sopravvissuta alla violenza domestica. Ha spesso contribuito ad iniziative musicali per promuovere i diritti delle donne. Ha inoltre tenuto una conferenza TED presso l'Emlyon Business School per parlare della sua carriera e di come trovare la fiducia in se stessi.
La cantante ha citato Barbara, Jacques Brel, Georges Brassens, Françoise Hardy e Louis Aragon come sue principali influenze musicali.

## Discografia

### Album in studio
- 2021 – On n'enferme pas les oiseaux
- 2024 – La pieva

### EP
- 2018 – Barbara Pravi
- 2020 – Reviens pour l'hiver
- 2021 – Les prières
- 2021 – Les prières - racines
- 2023 – Les prières - guérir

### Singoli
- 2016 – On m'appelle Heidi
- 2017 – Pas grandir
- 2018 – You Are the Reason (French Duet Version) (con Calum Scott)
- 2019 – Le Malamour
- 2020 – Reviens pour l'hiver
- 2020 – Chair
- 2020 – Voilà
- 2021 – Le jour se lève
- 2021 – L'homme et l'oiseau
- 2021 – Saute
- 2022 – Priére pour soi
- 2022 – 365
- 2023 – Lève-toi
- 2024 – Bravo
- 2024 – Marianne
- 2024 – La pieva (chez moi)
- 2024 – Exister
- 2024 – Qui j'étais

## Filmografia

### Cinema
- Finalement - Storia di una tromba che si innamora di un pianoforte (Finalement), regia di Claude Lelouch (2024)

### Televisione
- La Sainte Famille, telefilm (2017–19)